# Вытие

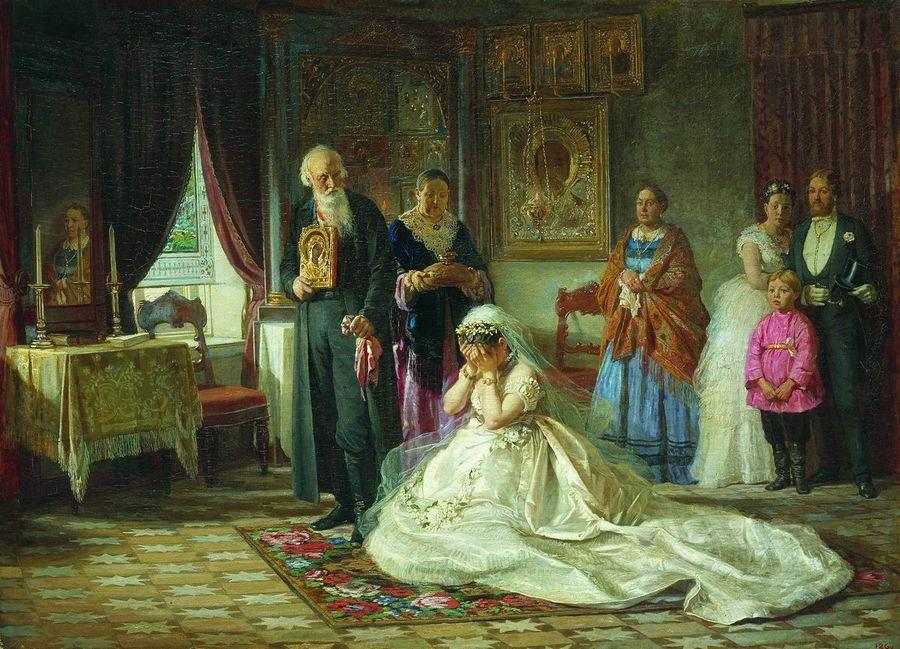
Ф. С. Журавлёв. Перед венцом, 1874. Государственный Русский музей.

Вытие — свадебный обряд, ритуальный плач. Происходит на половине невесты. Цель его — показать, что в доме у родителей девушке жилось хорошо, но теперь приходится уходить. Невеста прощалась с родителями, подругами, волей. На невесту надевали что-то вроде фаты, из-за которой она не могла ничего видеть, поэтому невеста нуждалась в сопровождении. Как только её отпускали — невеста падала.

Плачевная традиция особенно развита на Русском Севере и у финно-угорских народов. Свадьбу Русского Севера (свадьба-похороны) отличают печальный характер обрядов, причитания невесты, матери, сестёр, подруг, а также прощальные обряды расставания с символами девичества:
Растворяйся, дверь тесовая,

Идёт гостья не весёлая,

Не весёлая, не радошна!

Я иду да со горючим слезам.